# Музичка индустрија (ТВ емисија)
Музичка индустрија је емисија која се бави темама популарне и забавне музике на простору бивше СФРЈ. Аутор емисије је еминентни музички новинар Дражен Бауковић и емитер је РТЦГ.

## О емисији
Први серијал се емитовао од децембра 2017. па све до јуна 2018. Теме су укључивале учешће СФРЈ и њених наследница на Евровизији, познатим музичким породицама, спотовима и др.
Други серијал се бави најпознатијим албумима поп и рок музике СФРЈ.

## Наслеђе
Фебруара 2020. године, дискографска кућа Croatia Records је издала петоструку компилацију инспирисана емисијом. То је прва емисија да се нађе на ЦД-у.